# Der beste Freund des Menschen

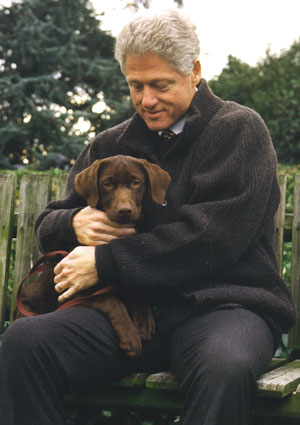
Der Hund als „bester Freund“:
Buddy (dt. ‚Freund, Kumpel‘), von 1997 bis 2002 der Hund des damaligen US-Präsidenten Bill Clinton

Die superlative Periphrase der beste Freund des Menschen (oder des Menschen bester Freund) bezieht sich im Allgemeinen auf den Hund, speziell den Haushund, ohne ihn explizit zu nennen. Sie umschreibt und unterstreicht das aus menschlicher Sicht häufig als besonders wahrgenommene und anscheinend auf „Freundschaft“ beruhende Verhältnis zwischen Mensch und Hund. Analoge Umschreibungen finden sich in vielen Sprachen.
In seltenen Fällen wird die Umschreibung auch für andere Themen verwendet.

## Frühe Erwähnungen
Bereits bei Erasmus von Rotterdam findet sich 1518 im lateinischen Text von Colloqviorvm familiarivm opvs (Gespräche im vertrauten Familienkreis) die Aussage, der Hund sei der Freund des Menschen:
„Iam uix ullum animal amicius quam canis, nec inimicius quam lupus…“
Es gibt kein Tier, das mehr der Freund des Menschen ist als der Hund, und keines ein schlimmerer Feind als der Wolf…
1764 stellt auch Voltaire im Dictionnaire philosophique fest, dass der Hund der beste Freund des Menschen sei:
„Il semble que la nature ait donné le chien à l’homme pour sa défense et pour son plaisir. C’est de tous les animaux le plus fidèle : c’est le meilleur ami que puisse avoir l’homme.“
„Es scheint, dass die Natur den Hund dem Menschen zu seiner Verteidigung und zu seinem Vergnügen gegeben hat. Von allen Tieren ist er der Treueste: Er ist der beste Freund, den der Mensch haben kann.“
Voltaires Aussage wird 1860 in Deutschland rezipiert.
Im Englischen erscheint die Umschreibung im Rahmen eines launigen, anonymen Gedichtes über das Pferd im The New-York Literary Journal, and Belles-lettres Repository, Band 4, 1821:
„The faithful dog – why should I strive
To speak his merits, while they live
In every breast, and man’s best friend
Does often at his heels attend.“
In der deutschen Literatur taucht die Redewendung in Neueste Weltkunde (1840) auf:
„In fast allen Ländern ist der Hund des Menschen bester Freund …“

## Verwendung
Heute findet man in vielen Sprachen wortwörtliche Entsprechungen der Umschreibung der beste Freund des Menschen, beispielsweise
- im Chinesischen: 人类最好的朋友,[8]
- im Dänischen: menneskets bedste ven,[9][10]
- im Polnischen: najlepszym przyjacielem człowieka,[11]
- im Spanischen: el mejor amigo del hombre[12][13] etc.

In der deutschen Alltagssprache und in der wissenschaftlichen Fachsprache, beispielsweise in der Verhaltensforschung, findet sich die Umschreibung nur in seltenen Fällen.
Der beste Freund des Menschen / des Menschen bester Freund wird dann verwendet, wenn populärwissenschaftlich, literarisch und/oder humoristisch auf die emotionale Basis der Sonderstellung des Hundes hingewiesen werden soll.
Dies ist beispielsweise der Fall bei Buchtiteln (Romane und Sachbücher) wie Warum Hunde? – Die erstaunliche Geschichte des besten Freunds des Menschen – ein historischer, wissenschaftlicher, philosophischer und politischer Streifzug oder Des Menschen bester Freund … Auch TV-Dokumentationen (Der Hund – des Menschen bester Freund?) oder Ausstellungen thematisieren die Umschreibung.
Eher an Kinder wenden sich Tierkalender (Emotionale Momente: Der beste Freund des Menschen), Cartoons wie Snoopy: Man’s Best Friend oder der Film Man’s Best Friend von 1935, in dem ein Junge darunter leidet, dass sein Hund fälschlicherweise verdächtigt und vom eigenen Vater gejagt wird.
Im englischsprachigen Raum findet man gelegentlich eine überspitzt zynisch-ironische Verwendung, wie in dem schwarzhumorigen Horrorfilm Man’s Best Friend von 1993, in dem durch eine genetisch modifizierte, mörderische Tibetdogge die Umschreibung ins Gegenteil verkehrt wird, oder in der apokalyptischen Science-Fiction-Novelle A Boy and His Dog von Harlan Ellison, in der der Junge Vic seine Freundschaft zu seinem Hund in drastischer Weise unter Beweis und über die Freundschaft gegenüber seinen Mitmenschen stellt.

## Wissenschaftliche Untersuchungen

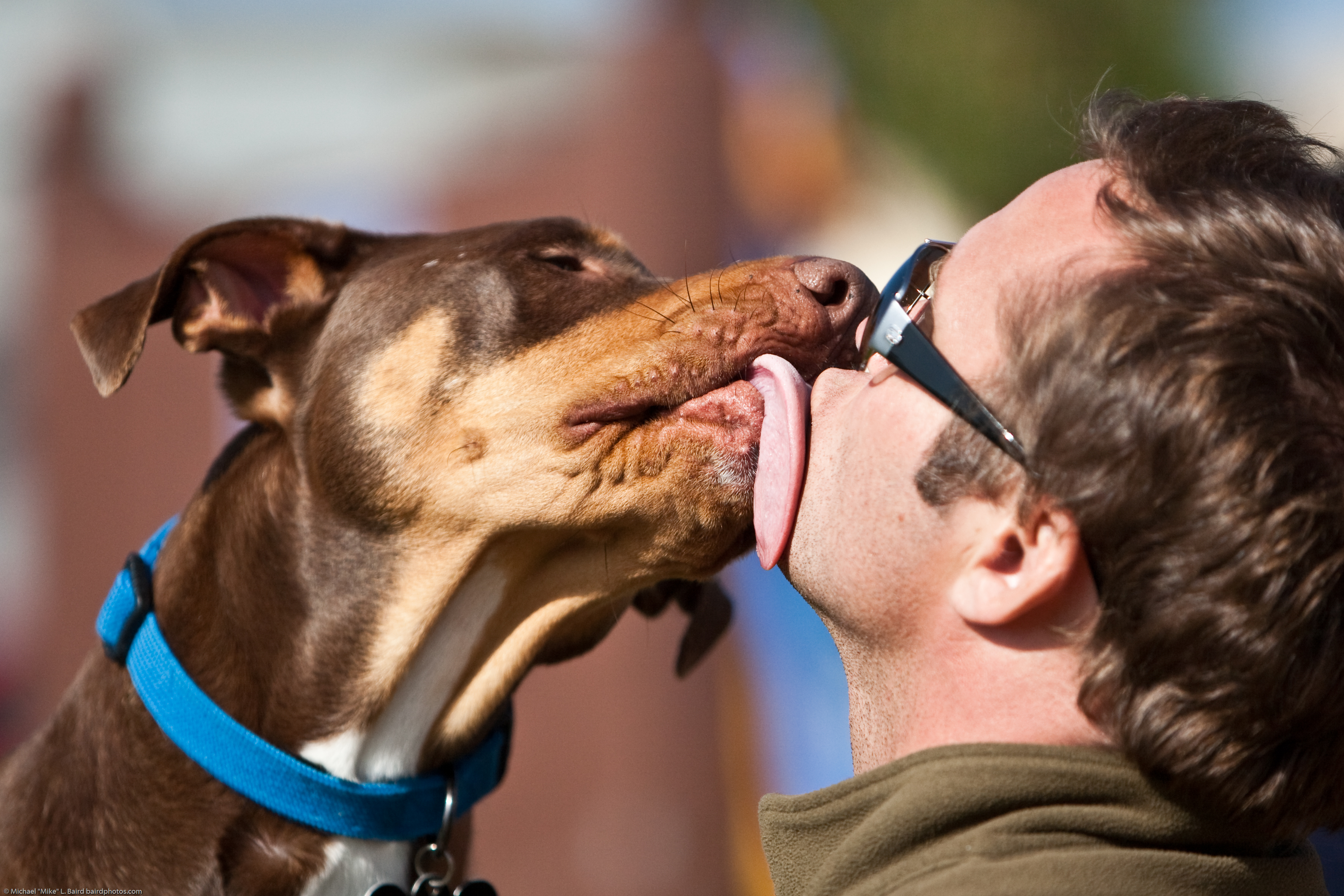
Während die „Freundschaft“ aus Sichtweise des Menschen bezüglich seines Hundes quantitativ messbar ist, ist die „Freundschaft“ des Hundes in Bezug auf seinen Menschen viel schwieriger zu quantifizieren.

### Der beste Freund des Menschen
Die Aussage, der Hund sei der beste Freund des Menschen, ist keine objektive Feststellung, sondern stellt eine – wenn auch häufig geäußerte – individuelle Sichtweise dar.
In konkreten Fällen kann der dreiteilige Fragebogen der Monash Dog Owner Relationship Scale (MDORS) herangezogen werden, um die Wahrnehmung von „Freundschaft“ eines Menschen bezüglich seines Hundes psychometrisch zu evaluieren (im Einzelfall) und zu quantifizieren (bezüglich einer definierten Population von Hundehaltern).
In Extremfällen kann in der Mensch-Hund-Beziehung eine überzogene Vermenschlichung des Hundes durch seinen Halter festgestellt werden.
Eine psychologische Studie mit fast 2.800 Hundehaltern an der Universität Bonn aus dem Jahr 2008 lieferte das Ergebnis, dass etwa 43 % aller Hundebesitzer einem Typus angehören, der in der Studie als „naturverbundener und sozialer Hundehalter“ bezeichnet wird. Bereits etwa ein Drittel (35 %) aller Hundehalter wurden dem Typus des „stark auf den Hund fixierten, emotional gebundenen Hundehalters“ und 22 % dem Typus „prestigeorientierter, vermenschlichender Hundehalter“ zugeordnet, was nahelegt, dass etwa 60 % aller Hundehalter ihren Hund „vermenschlichen“ und dadurch eine starke emotionale Bindung zu ihm (als „Freund“?) entwickeln.

### Der beste Freund des Hundes
Um aus der Perspektive des Hundes nach dem „besten Freund“ zu fragen, d. h. das Verhältnis und die Bindung des Hundes an einen Menschen zu ermitteln, werden mit dem Hund Verhaltensforschungtests durchgeführt, bei denen ein dem Hund bekannter Mensch ab- oder anwesend ist und sich in letzterem Fall an Verhaltensvorgaben des Versuchsablaufes hält.
Im Rahmen einer Dissertation an der Schwedischen Universität für Agrarwissenschaften in Uppsala wurde untersucht, in welchen Maße der individuelle „Freundschaftsgrad“ des Halters (oder einer anderen Person), gemessen anhand von MDORS, mit den „Freundschaftsbezeugungen“ des Hundes, gemessen über Strange Situation Procedure (SSP), korreliert. Fremde-Situations-Tests wurden entwickelt, Mutter-Kind-Beziehungen zu untersuchen; in der Verhaltensforschung wurde diese Art von Verhaltenstest auf Haushunde adaptiert.
Beobachtet wurde das Verhalten der Hunde einerseits, nachdem sie von ihren Haltern (oder einer anderen bekannten Person) allein in der Wohnung zurückgelassen wurden, andererseits, welches Verhalten und welche vorher definierten Elemente der Körpersprache sie zeigen, wenn ihr Halter (oder die andere bekannte Person) wieder zurückkehrt.

Es wurden drei Parameter gefunden, die das Verhalten des Hundes bestimmen:
- „Freundschaftsbekundungen“ beim Hund hängen von der zeitlichen Abwesenheit der bekannten Person ab; kurze Abwesenheiten (d. h. kurzes Trennungsintervall) rufen geringer ausgeprägtes Verhalten hervor als längere Abwesenheitsphasen.
- Je länger ein Hund mit einer Person vertraut ist – d. h. je länger er bereits mit ihr in der Vergangenheit interagiert hat – desto deutlicheres „Freudenverhalten“ zeigt der Hund beim Wiedersehen.
- Die körperlichen „Freundschaftsbekundungen“ (Lecken, Schwanzwedeln, Agitation etc.) beim Wiedersehen sind beim Hund umso intensiver, je intensiver sich die Person zu diesem Zeitpunkt mit dem Hund beschäftigt (nur Dastehen, und/oder Hinwenden, und/oder Berühren, und/oder Ansprechen).

Das Ausmaß der „Freundschaftsbekundungen“ beim Hund läuft parallel zu diesen Parametern, hängt aber nicht vom emotionalen MDORS-„Freundschaftsgrad“ der Person ab, mit der der Hund interagiert.

## Weitere „beste Freunde des Menschen“
Neben der fast ausschließlichen Assoziation des Hundes als „bestem Freund des Menschen“, steht diese Umschreibung auch, aber selten, für andere metaphysische und reale Objekte.
- Tod – „Der Tod ist der beste Freund des Menschen.“ wird Mozart (1756–1791) zugeschrieben,[29][30] findet sich aber auch in anderen Quellen 1790[31] und 1896.[32]
- Gott – „Gott erweiset sich auch durch diesen Bund als den besten Freund des Menschen, weil er ihn dadurch in seine ewige Freundschaft aufnehmen, und ihm seine Liebe, nach der Erfüllung der Bedinge dieses Bundes, in Ewigkeit mittheilen will.“[33][34]
- Luzifer – „Dieser Luzifer ist wirklich der Lichtbringer, der Genius der Wissenschaft, der stolze, trotzige Geist der Kritik, der beste Freund des Menschen, gestürzt, weil er nicht kriechen und lügen wollte, aber unbeugsam, weil er ewig wie sein Feind ist.“[35]
- Verstand – „Gleichwie der Verstand der beste Freund des Menschen ist, so ist die Unwissenheit sein ärgster Feind.“[36]
- Laus – „Der beste Freund des Menschen: Die Laus“[37] ist ironisch zu verstehen, da Läuse Homo sapiens während seiner gesamten Entwicklungsgeschichte – also noch viel länger als der Hund, dessen Zusammenleben mit dem Menschen auf etwa 32.000[38][39] bis 135.000 Jahre[40] geschätzt wird – begleitet haben.
- Buch[41] – Wilhelm Hauff soll gesagt haben: „Der beste Freund des Menschen ist das Buch. Es ist immer bereit, sich uns zu widmen und ist nie verstimmt, wenn wir es beiseite schieben. …“[42]